# Trường Đại học Quốc tế Underwood
Đại học khoa Underwood (Underwood International College – UIC) trực thuộc trường Đại học Yonsei là trường đại học khai phóng (liberal arts) đầu tiên tại Hàn Quốc với các lớp học được giảng dạy bằng tiếng Anh. Trường được sáng lập vào tháng 2 năm 2005 để phục vụ nhu cầu về đào tạo toàn cầu cho các học sinh tốt nghiệp tại các trường cấp 3 hàng đầu Hàn Quốc và những học sinh quốc tế theo đuổi học thuật ở một môi trường khai phóng trong khu vực châu Á. Trong thời đại toàn cầu hóa, 3 yêu cầu căn bản cho những nhà lãnh đạo toàn cầu là năng lực cốt lõi trong các vấn đề thuộc phạm vi toàn cầu, khu vực hay quốc gia. Nhận định được xu hướng này, chương trình đào tạo đặc biệt của UIC giúp sinh viên phát triển cạnh tranh trên cả ba lĩnh vực.
1.	Năng lực toàn cầu:
- Tiêu chuẩn đào tạo toàn cầu tương xứng Ivy League của Hoa Kỳ
- Các khóa học được giảng dạy bởi đội ngũ giảng viên quốc tế
- Tập thể sinh viên đa quốc gia
- Các chương trình trao đổi sinh viên và hệ thống hỗ trợ khác để kết nối toàn cầu

2.	 Năng lực của khu vực Đông Á
- Tham gia vào các chương trình giao lưu trao đổi và cơ cấu giảng dạy được xây dựng kết hợp với những trường đại học đối tác trong cộng đồng Đông Á
- Kết nối với thế hệ kế tiếp của những nhà lãnh đạo toàn cầu của Đông Á
- Học tiếng Nhật và Trung Quốc

3.	 Năng lực về Hàn Quốc
- Có thể theo đuổi và chọn ngành Hàn Quốc học làm ngành học phụ
- Được truy cập vào mạng lưới rộng của các cựu sinh viên.

## Tiểu sử
Trường Cao đẳng Quốc tế Underwood, Đại học Yonsei nhận lớp khai giảng vào tháng 3 năm 2006. Trưởng khoa đầu tiên của trường là Giáo sư Jongryn Mo. Trước đó, vào tháng 10 năm 2004, Hiệu trưởng Đại học Yonsei đã bổ nhiệm thầy Mo làm Chủ tịch "Ủy ban Đại học cho Trường Cao đẳng Quốc tế Mới", và Mo đã đóng góp đáng kể vào sự phát triển ban đầu của thể chế.
Trường đầu tiên bắt đầu chỉ với năm chuyên ngành: Văn học và Văn hóa So sánh, Kinh tế, Nghiên cứu Quốc tế, Khoa học Chính trị và Quan hệ Quốc tế, Khoa học Đời sống và Công nghệ Sinh học. Năm chuyên ngành ban đầu này được đặt dưới quyền mà ngày nay được gọi là Phân khu Underwood. Vào năm 2012, Trường Cao đẳng Quốc tế Underwood đã bổ sung thêm Khoa Nghiên cứu Châu Á cũng như bốn chuyên ngành mới thuộc Bộ phận Kỹ thuật-Nghệ thuật. Cùng với Ban Khoa học Xã hội Tích hợp, được thành lập vào năm 2014, ba Ban này biên soạn Lĩnh vực Khoa học Xã hội và Nhân văn (HASS) toàn diện và liên ngành. Cuối cùng, năm 2014 cũng chứng kiến sự ra đời của Bộ phận Khoa học & Kỹ thuật Tích hợp, bao gồm ba chuyên ngành STEM sau: Khoa học và Kỹ thuật Nano, Khoa học và Kỹ thuật Năng lượng và Môi trường, và Hội tụ Sinh học.
Kể từ khi khánh thành, trường không chỉ có sự phát triển đáng kể về quy mô cộng đồng mà còn tăng số lượng các chương trình cung cấp cho sinh viên, bao gồm cả Global Career Tour và Global Research Competition hàng năm. [12] Ngoài ra, với việc mở rộng sang Cơ sở Quốc tế Yonsei ở Songdo, UIC tập trung vào việc củng cố cơ sở hạ tầng giáo dục của mình, thành lập Trung tâm Nghiên cứu UIC Veritas, Writing Center UIC, Trung tâm Tài nguyên Toán học & Khoa học UIC, Nhà máy Thiết kế Hàn Quốc (kết hợp với Đại học Aalto ở Phần Lan).

## Chương trình giảng dạy của UIC
Chương trình đào tạo chung
Năm nhất
Chương trình đào tạo năm nhất được thiết kế để đáp ứng nhu cầu ngày càng lớn trong thời đại toàn cầu hóa. Chương trình giảng dạy vững mạnh của UIC, dựa trên nền tảng giáo dục toàn diện, sẽ đào tạo những nhà lãnh đạo có năng lực suy nghĩ độc lập, óc tư duy phán xét và trí sáng tạo.
Hội thảo cho năm 2, năm 3
Những giáo sư đẳng cấp quốc tế sẽ giảng dạy với phương pháp tiếp cận đa dạng trong những lớp học có quy mô nhỏ dưới dạng hội thảo. Những lớp học này sẽ thiết lập nền tảng kiến thức mà từ đó sinh viên có thể nghiên cứu và chuẩn bị cho luận văn (không bắt buộc) vào năm 4.
Ngành học
Bắt đầu từ năm 2, sinh viên có thể lựa chọn một trong 5 chuyên ngành sau tại cơ sở của trường tại Sinchon
Khoa Underwood (Underwood Field)
1. Nhân văn (Humanities)
- Văn học và văn hóa so sánh (Comparative Literature and Culture)

2. Khoa học xã hội (Social Sciences)
- Kinh tế học (Economics)
- Quốc tế học (International Studies)
- Khoa học Chính trị và Quan hệ Quốc tế (Political Science and International Relations)

3. Kỹ thuật (Engineering)
- Sinh học và công nghệ sinh học (Life Science and Biotechnology)

Sinh viên có thế học các chuyên ngành sau tại cơ sở Quốc tế tại Songdo, Incheon
Khoa Nhân văn, Nghệ thuật và Khoa học Xã hội (Humanities, Arts, and Social Sciences (HASS) Field)
4. Nhân văn (Asian Division)
- châu Á học (Asian Studies)

5. Chương trình về Techno-Art (Techno-Art Division)
- Thiết kế thông tin và tương tác (Information & Interaction Design)
- Quản trị công nghệ sáng tạo (Creative Technology Management)
- Quản trị thiết kế và văn hóa (Culture & Design Management)

6. Khoa học xã hội tổng hợp (Integrated Social Sciences Division)
• Justice and Civil Leadership
• Quantitive Risk Management
• Science, Technology, and Policy
• Sustainable Development and Cooperation
Khoa Kỹ thuật và Khoa học Tổng hợp (Integrated Science and Engineering Division)
• Bio-Convergence
• Energy and Environmental Science and Engineering
• Nano Science and Engineering
Những chương trình trao đổi/ Du học đặc biệt dành cho sinh viên UIC
1.	Chương trình giao lưu Đông Á giữa 3 trường đại học
- Đại học Keio (Nhật Bản, kỳ Thu)
- Đại học Yonsei (Hàn Quốc, kỳ Xuân)
- Đại học Hongkong (Trung Quốc, kỳ Hạ)

2.	Trường Đại học Geneva, Thụy Sĩ
3.	Đại học Dartmouth, Mỹ
4.	Đại học Waseda, Nhật Bản
5.	Đại học California tại Berkeley (khoa Kinh Tế), Mỹ
6.	Đại học Barnard, Đại học Tổng hợp Columbia, Mỹ
7.	Đại học Utrecht, Hà Lan
UIC khuyến khích sinh viên của trường tham gia chương trình giao lưu trong khoảng 1~2 kỳ học trong năm 3 và năm 4. Các sinh viên UIC cũng có thể tham gia các trường trình giao lưu chung của đại học Yonsei lien kết hợp tác cùng 621 trường đại học tại 59 quốc gia. (Thống kê năm 2011 _ http://oia.yonsei.ac.kr).
Phát triển nghề nghiệp
Phát triển nghề nghiệp
Tại UIC, phát triển nghề nghiệp cho sinh viên là một trong những ưu tiên hàng đầu. Dù nộp hồ sơ cao học hay theo đuổi công việc tại một tổ chức quốc tế hay tập đoàn đa quốc gia, mọi sinh viên UIC sẽ được hỗ trợ bởi giáo sư hướng dẫn tại Trung tâm Phát triển Nghề nghiệp Underwood. Trung tâm Phát triển Nghề nghiệp đảm bảo tất cả sinh viên tốt nghiệp tại UIC sẽ được tiếp cận và tận dụng những cơ hội trên trường quốc tế.
Thuyết trình và diễn đàn của UIC
Diễn đàn quốc tế Underwood
Diễn đàn quốc tế Underwood tập hợp những học giả uy tín trong nhiều lĩnh vực học thuật đa dạng. Diễn đàn cung cấp cho sinh viên của UIC cơ hội tham gia thảo luận với những học giả nổi tiếng quốc tế.
Khuôn viên quốc tế của trường (Cơ sở Quốc tế)
Những sinh viên năm nhất tại UIC cư trú tại khuôn viên quốc tế nằm tại Songdo, Incheon trong 1 năm. Sinh viên theo học khoa Underwood tiếp đó sẽ học tại cơ sở Sinchon sau năm học đầu tiên. Tất cả sinh viên thuộc khoa châu Á học sẽ tiếp tục theo học tại cơ sở Quốc tế.